# Zosterops kirki
Zosterops kirki (лат.) — вид воробьиных птиц из семейства белоглазковых (Zosteropidae), эндемик Коморских островов. Ранее он считался подвидом малагасийской белоглазки.

## Внешний вид
Размеры взрослой особи составляют 10—12 см в длину, вес в среднем достигает 8,3 г. Оперение желтовато-зелёное, радужная оболочка глаза — белая (отличительный признак, давший название роду).

## Ареал
Zosterops kirki обитает исключительно на Коморских островах в диапазоне высот от уровня моря до 2300 м. Предположительная плотность популяции — 1300 особей на км².

### Миграция
Этот вид белоглазок не мигрирует.

## Охрана
С 2016 года МСОП присвоил таксону охранный статус «Виды, вызывающие наименьшие опасения» (LC). Тем не менее, общее количество этих птиц уменьшается, что предположительно связано с разрушением их среды обитания.